# Трисвинецуран
Трисвинѐцура́н — бинарное неорганическое соединение, интерметаллид
урана и свинца
с формулой UPb3,
кристаллы.

## Получение
- Сплавление стехиометрических количеств чистых веществ:

{\displaystyle {\mathsf {U+3Pb\ {\xrightarrow {1220^{o}C}}\ UPb_{3}}}}

## Физические свойства
Трисвинецуран образует кристаллы
кубической сингонии, пространственная группа P m3m, параметры ячейки a = 0,4791 нм, Z = 1,
структура типа тримедьзолота AuCu3.
Соединение конгруэнтно плавится при температуре 1220 °C.